# UFC on ESPN: Eye vs. Calvillo
UFC on ESPN: Eye vs. Calvillo（ユーエフシー・オン・イーエスピーエヌ：アイ・バーサス・カルビーロ、別名UFC on ESPN 10）は、アメリカ合衆国の総合格闘技団体「UFC」の大会の一つ。2020年6月13日、ネバダ州ラスベガスのUFC APEXで開催された。

## 大会概要
本大会ではジェシカ・アイとシンシア・カルビーロの女子フライ級戦が組まれた。

## 試合結果

### プレリミナリーカード
第1試合 ウェルター級 5分3R
○  クリスチャン・アギレラ vs.  アンソニー・アイビー ×
1R 0:59 TKO（右ストレート）
第2試合 138.5ポンド契約 5分3R
○  タイソン・ナム vs.  ザルーク・アダーシェフ ×
1R 0:32 KO（右フック→パウンド）
※アダーシェフの体重超過によりバンタム級から変更
第3試合 女子バンタム級 5分3R
○  ジュリア・アビラ vs.  ジーナ・マザニー ×
1R 0:22 TKO（パンチ連打）
第4試合 140ポンド契約 5分3R
○  メラブ・ドバリシビリ vs.  グスタボ・ロペス ×
3R終了 判定3-0（30-26、30-26、30-25）

### メインカード
第5試合 女子フライ級 5分3R
○  マリヤ・アガポバ vs.  ハンナ・シファーズ ×
1R 2:42 リアネイキドチョーク
第6試合 バンタム級 5分3R
○  ジョーダン・エスピノーサ vs.  マーク・デ・ラ・ロサ ×
3R終了 判定3-0（30-27、30-27、30-26）
第7試合 フェザー級 5分3R
○  アンドレ・フィリ vs.  シャルル・ジョーデイン ×
3R終了 判定2-1（28–29、29–28、29–28）
第8試合 ライト級 5分3R
○  チャールズ・ローザ vs.  ケビン・アギラー ×
3R終了 判定2-1（28–29、29–28、29–28）
第9試合 190.5ポンド契約 5分3R
○  マーヴィン・ヴェットーリ vs.  カール・ロバーソン ×
1R 4:17 リアネイキドチョーク
※ロバーソンの体重超過によりミドル級から変更
第10試合 126.25ポンド契約 5分5R
○  シンシア・カルビーロ vs.  ジェシカ・アイ ×
5R終了 判定3-0（49–46、49–46、48–47）
※アイの体重超過によりフライ級から変更

### 各賞
ファイト・オブ・ザ・ナイト：該当なし
パフォーマンス・オブ・ザ・ナイト：マーヴィン・ヴェットーリ、マリヤ・アガポバ、タイソン・ナム、クリスチャン・アギレラ
各選手にはボーナスとして5万ドルが授与された。

### カード変更
負傷などによるカードの変更は以下の通り。